# Sabrina Seara
Sabrina Seara  (Caracas, Venezuela, 1985. március 27. –) venezuelai színésznő, modell.

## Élete és pályafutása
1985. március 27-én született Caracasban. Karrierjét 2005-ben kezdte. 2007-ben az El gato tuertóban szerepelt. 2009-ben a Los misterios de amor című telenovellában Francisca Naranjo szerepét játszotta. 2012-ben főszerepet játszott a Válgame Diosban Eduardo Orozco, Ricardo Álamo, Carlota Sosa, Raquel Yanez és Flavia Gleske mellett. 2013-ban megkapta Penélope Santillana szerepét a Pasión prohibida című sorozatban.

## Filmográfia

### Telenovellák
| Év   | Cím                    | Szerep                           |
| ---- | ---------------------- | -------------------------------- |
| 2005 | Guayoyo Express        | María Fernanda                   |
| 2006 | María Lionza           | Bárbara                          |
| 2007 | El gato tuerto         | María Amatista "Mati"            |
| 2008 | Isa TKM                | Marina Pasquali                  |
| 2009 | Los misterios del amor | Francisca Naranjo                |
| 2010 | Harina de otro costal  | Cándida Roca                     |
| 2012 | Válgame Dios           | Yamilet López                    |
| 2013 | Pasión prohibida       | Penélope Santillana de Arredondo |
| 2014 | Nora                   | Melissa Lobo                     |

### Film
- 13 Segundos (2007)